# Beaucourt-sur-l'Ancre
Beaucourt-sur-l'Ancre é uma comuna francesa na região administrativa de Altos da França, no departamento de Somme. Estende-se por uma área de 3,51 km². Em 2010 a comuna tinha 95 habitantes (densidade: 27,1 hab./km²).